# دیلارا بوسه یونایدن
دیلارا بوسه یونایدن (به انگلیسی: Dilara Buse Günaydın) (زادهٔ ۵ ژوئیهٔ ۱۹۸۹) شناگر اهل ترکیه است.